# Hamar Dániel
Hamar Dániel (Budapest, 1951. január 22. –) Kossuth-díjas népzenész, a Muzsikás együttes alapító tagja, geofizikus, a földtudományok kandidátusa, az ELTE Geofizikai és Űrtudományi Tanszéke Űrkutató Csoportjának nyugalmazott tudományos főmunkatársa.

## Életrajzi adatok
Szülei Dr. Hamar József (1909-1965) és Répásy Ottilia (1921-1978).

### Tanulmányai
1969-ben érettségizett az I. István Gimnázium matematika tagozatán kitűnő eredménnyel, majd felvették az ELTE TTK-ra, ahol 1974-ben végzett okleveles geofizikusként.

### Szakmai tevékenysége geofizikusként
1974-76 között a Magyar Állami Eötvös Loránd Geofizikai Intézetben dolgozott. 1977-től az ELTE Geofizikai Tanszékének tudományos munkatársa, majd főmunkatársa. A földtudományok kandidátusa címét 1994-ben a Whistlerek illesztett szűrése című disszertációjának megvédésével kapta meg. Szakterülete az űrkutatás, ezen belül a főként a plazmaszféra kutatása elektromágneses jelekkel, de az 1990-es évektől műholdas termésbecslési kutatási projektekben is részt vett. A Magyar Űrkutatási Iroda által kiírt témapályázatokon számos alkalommal nyert pályázatot témavezetőként, illetve társtémavezetőként. Plazmaszféra-kutatási témában magyar-indiai TÉT-pályázatok keretében hosszú ideig működött együtt indiai kutatókkal.

### Zenei tevékenysége
Klasszikus zongoratanulmányait magánúton kezdte 7 éves korában, majd az I. István Gimnáziumban klasszikus nagybőgőt tanult a gimnázium szimfonikus zenekarának szervezésében. Egyetemi hallgató korában rövid ideig az ELTE Szimfonikus Zenekarának tagja volt. 1973-ban ifj. Csoóri Sándorral és Sipos Mihállyal megalapította a Muzsikás együttest. Jelenleg is aktív tagja az együttesnek, melynek további zenészei: Sipos Mihály és Porteleki László.

### Családja
Felesége Horváth Mária, négy fiuk van: Hamar Dávid (1978), Hamar Domonkos (1981), Hamar Dániel (1983), Hamar Donát (1993).

## Diszkográfia

### Kislemez
- Táncház, Muzsikás Együttes, Hungaroton, 1974. SEP 28023

### Nagylemez ("bakelit") / CD

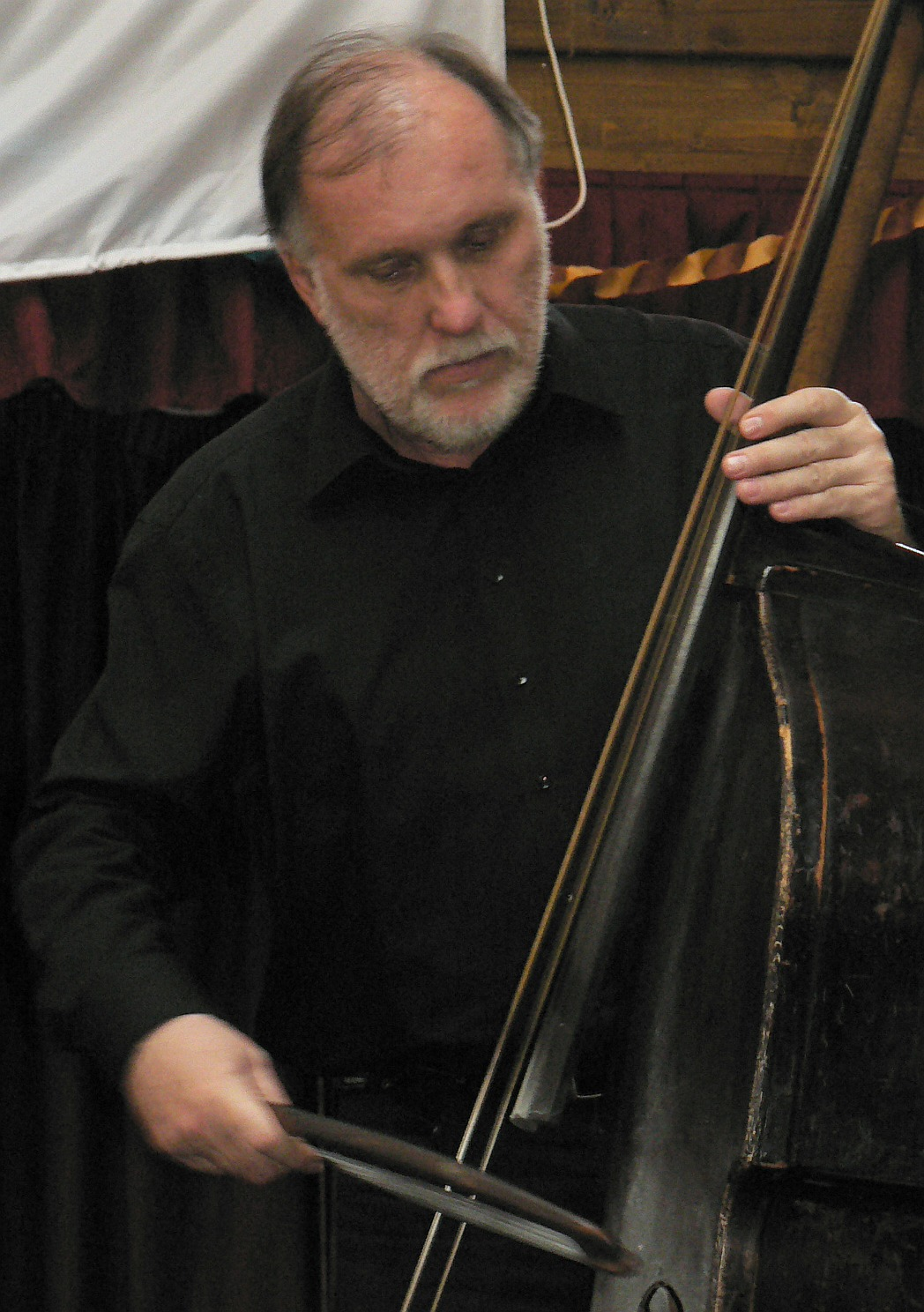
Hamar Dániel 1 (2012)

- Élő Népzene I. Muzsikás, Hungaroton, 1978. SLPX 18037 nagylemez, 2001-től HCD 18037 cd
- Élő Népzene I. Táncház I; Hungaroton, 1978. SLPX 18041 (Sebő együttessel közösen), 2001-től HCD 18041 cd
- Élő Népzene I. Táncház II; Hungaroton, 1978. SLPX 18042 (Sebő együttessel közösen) 2001-től HCD 18041 cd
- Muzsikás Kettő, 1979 Munich Records 1995-től cd
- Nem úgy van most, mint volt régen; Pepita, 1982. SLPX 17676, 2001-től Hungaroton HCD 17676 cd
- Nem arról hajnallik, amerről hajnallott; Hungaroton, 1986. SLPX 18121, 2001-től HNCD 18121 cd
- Dúdoltam én: Sebestyén Márta, Hungaroton, 1987. SLPX 18118 (Sebestyén Márta a Muzsikással), 2001-től HCD 18118 cd
- The Prisoner’s Song; Hannibal Records, 1986. HNBL 1341 (A Nem arról hajnallik, amerről hajnallott lemez külföldi kiadása) 1993-tól HNCD 1341 cd
- Márta Sebestyén with Muzsikás; 1987. Hannibal Records, 1330 (A Dúdoltam én Sebestyén Márta lemez külföldi kiadása) 1993-tól HNCD 1330
- Ősz az idő; Egészségforrás Alapítvány, 1989 EFK 9891, 2003-tól Szerzői kiadás, MU004 cd
- Blues for Transylvania;Hannibal Records, HNBL 1350 (Az Ősz az idő lemez külföldi kiadása)

### Csak CD
- Szól a kakas már; 1993. Hungaroton, majd 2000-től Szerzői Kiadás, MU002)
- Maramaros, The Lost Jewish Music of Transylvania 1993 Hannibal Records, HNCD 1373 (A Szól a kakas már lemez külföldi kiadása)
- Hazafelé; 1996 Hungaroton
- Morning Star; 1997. Hannibal Records HNCD 1401
- Szép, hajnali csillag 2000. Szerzői kiadás MU003 (A Morning Star cd magyarországi kiadása)
- Bartók album, 1998. Szerzői kiadás MU001
- The Bartók Album 1999 Hannibal Records (a Bartók Album külföldi kiadása)
- Muzsikás és Sebestyén Márta a Zeneakadémián; 2004 Szerzői kiadás, MU005
- Muzsikás WOMEX 2008 maxi, nincs kereskedelmi forgalomban
- Muzsikás: 2011 Csordapásztorok, Karácsonyi zene, Gryllus Kiadó 20122
- Muzsikás: 2011 Fly Bird, The very best of Muzsikás, Nascente, dupla cd

## Díjai
- a Népművészet Ifjú Mestere
- Liszt Ferenc-díj (a Muzsikás együttes tagjaként, 1995)
- Magyar Művészetért díj
- Kossuth-díj (a Muzsikás együttes tagjaként, 1999)
- WOMEX Award for lifetime achievement (Muzsikás, 2008)[6]